# Post-disco
Genres dérivés
Dance-pop, Italo disco, dance-rock, dance-punk, freestyle
Genres associés
Eurodance, Europop, Indie dance

Visuel de l'album Take my Heart de Kool & the gang aux États-Unis

Le post-disco est un genre musical de danse ayant émergé à la fin des années 1970.

## Histoire
Le terme décrit un « séisme » dans l'histoire de la musique populaire entre 1979 et 1988, imprécisément lancé lors d'une protestation sans précédent contre la musique disco aux États-Unis, qui mènera à des interpellations civiles et à une émeute dans la ville de Chicago connue sous le nom de Disco Demolition Night le 12 juillet 1979, et qui prendra indirectement fin pendant l'émergence de la musique house à la fin des années 1980. Le disco, à sa période déclinante, se caractérise par un son de type électronique qui favorisera le développement des genres new wave, hip-hop, Euro disco, et suivi par une scène musicale underground appelée hi-NRG, qui en est sa continuité directe.
Un mouvement underground du disco, « dépouillé », et « radicalement différent » prend place sur la Côte est des États-Unis et « ne ressemble ni à du disco ni à du RnB. » Cette scène connue sous le nom de post-disco,, en émergence à New York, est initialement mené par des artistes urban partiellement en réaction à la sur-commercialisation et à l'écroulement artistique de la culture disco. Il se développe à partir du rhythm and blues et perfectionné par Parliament-Funkadelic, le côté électronique du disco, les techniques du dub, et d'autres genres. Le post-disco est adopté par des groupes musicaux comme « D » Train et Unlimited Touch qui suivent une approche plus urban tandis que d'autres, comme Material et ESG adoptent une approche plus expérimentale.
D'autres styles ayant émergé dans le post-disco sont la dance-pop,, le boogie et l'Italo disco qui mènera au développement de la dance alternative, la house,,, et la techno,,,,.